# Baku
Baku (azerbajdžansko Bakı, perzijsko بادکوبه, latinizirano: Badkube ali perzijsko باراکا, latinizirano: Baraca; armensko Պակովան, latinizirano: Pakovan) je glavno mesto Azerbajdžana in največje mesto v državi. Leži na južni obali Abšeronskega polotoka ob Kaspijskem jezeru. Baku je 28 metrov pod morsko gladino, zaradi česar je najnižje ležeča nacionalna prestolnica na svetu in tudi največje mesto na svetu pod morsko gladino. Moderni Baku je sestavljen iz treh delov, iz notranjega mesta, novega dela in sovjetskega dela. Baku je glavno mesto Azerbajdžana - je edina metropola v državi in približno 25 % vseh prebivalcev države živi v metropolitanskem območju Bakuja.
Baku je razdeljen na dvanajst upravnih rajonov in 48 mestnih sosesk. Med njimi so mesta na otokih Bakujskega arhipelaga, pa tudi industrijsko naselje Neft Daşları, zgrajeno na naftnih ploščadih 60 kilometrov stran od mesta Baku v Kaspijskem jezeru. Staro mesto, ki vsebuje Širvanšahovo palačo in Deviški stolp, je bilo leta 2000 uvrščeno na Unescov seznam svetovne dediščine.
Mesto je znanstveno, kulturno in industrijsko središče Azerbajdžana. Tam imajo svoje sedeže številne pomembne azerbajdžanske ustanove. V 2010-ih je Baku postal prizorišče velikih mednarodnih dogodkov. Gostil je 57. Pesem Evrovizije leta 2012, Evropske igre 2015, 4. Islamske solidarnostne igre, Veliko nagrado Evrope leta 2016, Veliko nagrado Azerbajdžana od leta 2017, finale Evropske lige UEFA 2018–19, UEFA Euro 2020 in Konferenco Združenih narodov o podnebnih spremembah 2024. Mednarodno morsko trgovsko pristanišče Baku je sposobno pretovoriti dva milijona ton generalnega in suhega razsutega tovora na leto. Baku je znan po ostrih vetrovih, kar se odraža v njegovem vzdevku Mesto vetrov.

## Etimologija
Baku je dolgo potrjen pod perzo-arabskim imenom باکو (Bākū). Zgodnji arabski viri mesto omenjajo tudi kot Bākuh in Bākuya, ki vsi izvirajo iz perzijskega imena. Nadaljnja etimologija ni jasna.
Priljubljena etimologija v 19. stoletju je menila, da izhaja iz perzijščine بادکوبه (Bâd-kube, kar pomeni mesto, ki ga razbija veter, zloženka iz bād, 'veter' in kube, ki je zakoreninjen v glagolu کوبیدن kubidan, 'tolči', kar se nanaša na kraj, kjer bi bil veter močan in piha, kot je v primeru Bakuja, za katerega je znano, da doživlja hude zimske snežne nevihte in ostre vetrove).To priljubljeno ime (Badkubə v moderni azerbajdžanski pisavi) se je kot vzdevek za mesto uveljavilo v 19. stoletju (npr. uporablja se v Akinčiju, zvezek 1, številka 1, str. 1), odraža pa se tudi v sodobnem vzdevku mesta kot Mesto vetrov (azerbajdžansko Küləklər şəhəri). Druga in še manj verjetna ljudska etimologija pojasnjuje, da ime izhaja iz Baghkuy, kar pomeni 'božje mesto'. Baga (zdaj بغ bagh) in kuy sta staroperzijski besedi za 'boga' oziroma 'mesto'; ime Baghkuy lahko primerjamo z Baghdād ('od Boga dano'), v katerem je dād staroperzijska beseda za 'dati'.
Med sovjetsko vladavino je bilo mesto v cirilici črkovano kot Baky v azerbajdžanščini (medtem ko je bilo rusko črkovanje in je še vedno Баку, Baku). Sodobno azerbajdžansko črkovanje, ki od leta 1991 uporablja latinico, je Bakı; premik iz perzo-arabske črke و (ū) v cirilico ы in pozneje latinski ı lahko primerjamo s tistim v drugih azerbajdžanskih besedah (npr. primerjaj قاپو qāpū v starem perzo-arabskem črkovanju s sodobnim azerbajdžanskim qapı, 'vrata') ali v priponah, saj se je و pogosto uporabljal za prepis harmonije samoglasnikov v azerbajdžanščini (kar je bila praksa tudi v osmanski turščini).

## Zgodovina

### Antika
Sledovi človeške poselitve na območju današnjega Bakuja segajo v kameno dobo. V bližini Bayila so odkrili kamnine iz bronaste dobe, na ozemlju starega mesta pa bronasto figuro majhne ribe. Zaradi tega so nekateri predlagali obstoj bronastodobne naselbine na ozemlju mesta. Blizu Nardarana je kraj, imenovan Umid Gaya, s prazgodovinskim observatorijem, kjer so slike sonca in različnih ozvezdij vklesane v skalo skupaj s primitivno astronomsko mizo. Nadaljnja arheološka izkopavanja so razkrila različne prazgodovinske naselbine, avtohtone templje, kipe in druge artefakte na ozemlju sodobnega mesta in okoli njega.
V 1. stoletju našega štetja so Rimljani organizirali dve kavkaški kampanji in dosegli to, kar je današnji Baku. V bližini mesta, v današnjem Gobustanu, so ohranjeni rimski napisi iz let 84 do 96 našega štetja – nekaj najzgodnejših pisnih dokazov o tamkajšnjem mestu.
Po nadškofu in zgodovinarju iz 6. stoletja sv. Sofroniju Ciprskem je leta 71 apostol sveti Jernej pridigal krščanstvo v mestu Albana ali Albanopolis, povezanem z današnjim Bakujem ali Derbentom, ki sta ob Kaspijskem jezeru. Sv. Jerneju je uspelo spreobrniti celo člane lokalne kraljeve družine, ki so častili idola Astarota, a so ga pozneje na ukaz poganskega kralja Astijaga mučili tako, da so ga živega odrli in križali z glavo navzdol. Posmrtne ostanke sv. Jerneja so na skrivaj prenesli v Mezopotamijo.

### Vzpon Širvanšahov in safavidsko obdobje
Baku je bil v 8. stoletju našega štetja kraljestvo Širvanšahov. Mesto je bilo pogosto izpostavljeno napadom Hazarjev in (od 10. stoletja) Rusov. Aksitan I. je zgradil mornarico v Bakuju in leta 1170 uspešno odvrnil napad Rusov. Po uničujočem potresu, ki je prizadel Šamaki, glavno mesto Širvana, se je Širvanšahov dvor leta 1191 preselil v Baku.
Širvansko obdobje je močno vplivalo na Baku in preostali del današnjega Azerbajdžana. Med 12. in 14. stoletjem so bile v Bakuju in okoliških mestih zgrajene ogromne utrdbe. Iz tega obdobja so Deviški stolp, stolp Ramana, trdnjava Nardaran, grad Šagan, trdnjava Mardakan, okrogli grad in tudi grad Sabajil na otoku v Bakujskem zalivu. Tudi mestno obzidje Bakuja je bilo obnovljeno in okrepljeno.
Do začetka 16. stoletja sta bogastvo in strateški položaj Bakuja pritegnila pozornost njegovih večjih sosedov; v prejšnjih dveh stoletjih je bilo pod oblastjo Kara Kojunluja in Ak Kojunluja s središčem v Iranu. Padec Ak Kojunluja je mesto takoj pripeljal v sfero novonastale iranske rodbine Safavidov, ki jo je vodil kralj (šah) Ismail I. (vladal 1501–1524). Ismail I. je leta 1501 oblegal Baku in ga zavzel; dovolil je Širvanšahom, da ostanejo na oblasti pod safavidsko vrhovnostjo. Njegov naslednik, kralj Tahmasp I. (vladal 1524–1576), je popolnoma odstranil Širvanšahe z oblasti in Baku vključil v provinco Širvan. Baku je ostal sestavni del njegovega cesarstva in zaporednih iranskih rodbin v naslednjih stoletjih, dokler ni bil prepuščen Ruskemu imperiju z Gulistansko pogodbo leta 1813. Rodbina Širvan, ki je vladala Bakuju od 9. stoletja, je ugasnila med safavidsko vladavino.
V tem času je bilo mesto obdano s linijami močnega obzidja, ki ga je na eni strani zapiralo jezero, na kopnem pa varovalo s širokim jarkom. Osmani so za kratek čas pridobili nadzor nad Bakujem zaradi osmansko-safavidske vojne 1578–1590; do leta 1607 je spet prišel pod iranski nadzor. Leta 1604 je šah Abas I. (vladal 1588–1629) uničil trdnjavo Baku.
Baku je bil v zgodnjem novem veku znan kot osrednja točka za trgovce z vsega sveta; trgovina je bila aktivna in območje je cvetelo. Predvsem trgovci z Indijske podceline so se uveljavili v regiji. Ti indijski trgovci so med 17. in 18. stoletjem zgradili Atešgah v Bakuju; tempelj je bil uporabljen kot hindujski, sikhski in zoroastrski kraj čaščenja.

### Padec Safavidov in Bakujskega kanata
Safavidi so leta 1722 začasno izgubili oblast v Iranu; Ruski car Peter Veliki je izkoristil situacijo in vdrl. Zaradi rusko-perzijske vojne 1722–1723 so bili Safavidi prisiljeni prepustiti Baku Rusiji. Do leta 1730 se je stanje za Ruse poslabšalo; uspehi Nader Šaha (vladal 1736–1747) so jih pripeljali do podpisa pogodbe v Gandži blizu Gandže 10. marca 1735, s katero so mesto in vsa druga osvojena ozemlja na Kavkazu prepustili nazaj Iranu.
Izbruh nestabilnosti po smrti Nader Šaha leta 1747 je povzročil nastanek različnih kavkaških kanatov. Polavtonomna država pod perzijsko vladavino.

### Rusko-perzijske vojne in odstop Irana
Od poznega 18. stoletja je cesarska Rusija prešla na bolj agresivno geopolitično držo do svojih dveh sosed in tekmecev na jugu, namreč Irana in Osmanskega cesarstva. Spomladi 1796 so čete generala Valerijana Zubova po ukazu Katarine II. začele veliko akcijo proti Kadžarskemu Iranu. Zubov je poslal 13.000 mož, da zavzamejo Baku, nato pa so ga prevzeli brez kakršnega koli odpora. 13. junija 1796 je ruska flotila vstopila v Bakujski zaliv, v mestu pa je bil nameščen garnizon ruskih vojakov. Kasneje pa je ruski car Pavel I. po smrti njegove predhodnice Katarine Velike ukazal prekinitev kampanje in umik ruskih sil. Marca 1797 so carske čete zapustile Baku in mesto je ponovno postalo del Kadžarskega Irana.
Leta 1813, po rusko-perzijski vojni 1804–1813, je moral Kadžarski Iran z Rusijo podpisati Gulistansko pogodbo, ki je predvidevala odstop Bakuja in večine iranskih ozemelj na severnem Kavkazu in južnem Kavkazu Rusiji. Med naslednjim in zadnjim spopadom med obema, rusko-perzijsko vojno 1826–1828, so Iranci za kratek čas ponovno zavzeli Baku. Toda vojaško premočni Rusi so tudi to vojno končali z zmago in posledična Turkmenčajska pogodba (1828) je dokončno vključila Baku v Rusko cesarstvo. Ko so Baku med vojno 1804–1813 zasedle ruske čete, je bilo skoraj celotno prebivalstvo približno 8000 ljudi etničnih Tatov. Baku v Rusiji je bil upravno središče okrožja Baku, gubernije Baku in gradonačalstva Baku.

### Odkritje nafte
Rusi so zgradili prvo tovarno za destilacijo nafte v Balahaniju leta 1837. Prvi, ki je vrtal nafto v Bakuju, je bil etnični Armenec Ivan Mirzoev, ki je znan tudi kot 'ustanovitelj bakujske naftne industrije'. Črpati nafto so začeli v 1840-ih, ko so prvo naftno vrtino izvrtali v predmestju Bakuja Bibi-Hejbat leta 1846. Obsežno raziskovanje nafte se je začelo leta 1872, ko so ruske cesarske oblasti zasebnim vlagateljem dale na dražbo zemljišča, bogata z nafto, okoli Bakuja. Pionir črpanja nafte z jezerskega dna je bil poljski geolog Witold Zglenicki. Kmalu zatem so se v Bakuju pojavili investitorji, vključno z bratoma Nobel leta 1873 in Rothschildi leta 1882. Industrijsko območje naftnih rafinerij, bolj znano kot Črno mesto (rusko Чёрный город), se je v bližini Bakuja razvilo do zgodnjih 1880-ih.
Profesor A. V. Williams Jackson z univerze Columbia je v svojem delu From Constantinople to the Home of Omar Khayyam (1911) zapisal:
Baku je mesto, ki temelji na nafti, saj svojim neizčrpnim virom nafte dolguje svoj obstoj, svoje vzdrževanje, svojo blaginjo ... Trenutno Baku proizvede eno petino nafte, ki se uporablja na svetu, in ogromna proizvodnja surove nafte iz tega enega samega mesta daleč presega tisto v katerem koli drugem okrožju, kjer je nafta. Resnično, besede Svetega pisma najdejo tukaj ponazoritev: 'Skala mi je izlila reke olja. Olje je v zraku, ki ga dihamo, v nosnicah, v očeh, v vodi jutranje kopeli (čeprav ne v pitni vodi, saj jo prinašajo v steklenicah iz daljnih mineralnih vrelcev), v škrobnem perilu – povsod. To je vtis, ki ga človek odnese iz Bakuja in zagotovo drži tudi v okolici.
Do začetka 20. stoletja je bila polovica nafte, prodane na mednarodnih trgih, pridobljena v Bakuju. Naftni razcvet je prispeval k ogromni rasti Bakuja. Med letoma 1856 in 1910 je prebivalstvo Bakuja raslo hitreje kot prebivalstvo Londona, Pariza, New Yorka ali Tokia.

### Prva svetovna vojna
Leta 1917, po oktobrski revoluciji in sredi nemirov prve svetovne vojne in ruske revolucije, je Baku prišel pod nadzor Bakujske komune, ki jo je vodil veteran boljševik Stepan Šahumjan. V želji, da bi izkoristili obstoječe etnične konflikte, so boljševiki do pomladi 1918 navdihnili in odobrili državljansko vojno v Bakuju in okolici. Med marčevskimi dnevi leta 1918 so se boljševiki in dašnaki, ki so želeli vzpostaviti nadzor nad ulicami Bakuja, soočili z oboroženimi azerbajdžanskimi skupinami. Azerbajdžanci so utrpeli poraz od združenih sil Bakujskega Sovjeta in so jih ekipe dašnakov pobile v tako imenovanih marčevskih dnevih. Ocenjuje se, da je bilo v prestolnici ubitih 3000–12.000 Azerbajdžancev. Po pokolu je 28. maja 1918 azerbajdžanska frakcija v zakavkaškem sejmu v Gandži razglasila neodvisnost Azerbajdžanske demokratične republike (ADR) in s tem ustanovila prvo demokratično in sekularno republiko z muslimansko večino. Nova neodvisna azerbajdžanska republika, ker ni mogla sama braniti neodvisnosti države, je v skladu s 4. točko pogodbe med državama zaprosila Osmansko cesarstvo za vojaško podporo. Kmalu zatem so azerbajdžanske sile ob podpori osmanske vojske islama, ki jo je vodil Nuru Paša, začele napredovati proti Bakuju in 15. septembra 1918 zavzele mesto pred ohlapno koalicijo boljševikov, eserov, dašnakov, menjševikov in britanskih sil pod poveljstvom generala Lionela Dunstervilla.
Po bitki za Baku od avgusta do septembra 1918 so azerbajdžanske iregularne čete s tiho podporo turškega poveljstva štiri dni plenile in pobile 10.000–30.000 Armencev v Bakuju. Ta pogrom je postal znan kot septembrski dnevi. Kmalu za tem je bil Baku razglašen za novo prestolnico Azerbajdžanske demokratične republike.
Osmansko cesarstvo, ki je do oktobra 1918 priznalo poraz v prvi svetovni vojni, je z Britanci podpisalo premirje v Mudrosu (30. oktober 1918); to je pomenilo evakuacijo turških sil iz Bakuja. Pod vodstvom generala Williama Thomsona je približno 5000 britanskih vojakov, vključno z deli nekdanjih Dunsterforce, prispelo v Baku 17. novembra. Thomson se je razglasil za vojaškega guvernerja Bakuja in v mestu uvedel vojno stanje, dokler »civilna oblast ne bo dovolj močna, da osvobodi sile odgovornosti za vzdrževanje javnega reda«. Britanske sile so odšle pred koncem leta 1919.

### Sovjetsko obdobje
Neodvisnost azerbajdžanske republike je bilo pomembno, a kratkotrajno poglavje v zgodovini Bakuja. 28. aprila 1920 je 11. Rdeča armada vdrla v Baku in ponovno ustoličila boljševike, tako da je Baku postal glavno mesto Azerbajdžanske sovjetske socialistične republike.
Mesto je doživelo številne velike spremembe. Posledično je Baku igral veliko vlogo v mnogih vejah sovjetskega življenja. Baku je bil največje naftno mesto Sovjetske zveze. Od približno leta 1921 je mesto vodil mestni izvršni odbor Baku, v ruščini splošno znan kot Bakgorispolkom. Skupaj s partijskim komitejem Bakuja (znanim kot Baksovet) je razvil gospodarski pomen kaspijske metropole. Od leta 1922 do 1930 je Baku postal prizorišče enega največjih trgovinskih sejmov Sovjetske zveze, ki je služil kot komercialno mostišče za Iran in Bližnji vzhod.

### Druga svetovna vojna
Velike sile so še naprej ugotavljale vse večji pomen Bakuja kot glavnega energetskega središča. Med drugo svetovno vojno (1939–1945) in zlasti med invazijo nacistične Nemčije na jugozahod Sovjetske zveze leta 1942 je Baku postal ključnega strateškega pomena za sile osi. Pravzaprav je bil zavzetje naftnih polj v Bakuju glavni cilj Wehrmachtove operacije Edelweiss, ki je bila izvedena med majem in novembrom 1942. Vendar pa je nemška vojska novembra 1942 dosegla le točko približno 530 kilometrov severozahodno od Bakuja, s čimer ji ni uspelo zavzeti mesta, preden je bila odrinjena med sovjetsko operacijo Mali Saturn sredi decembra 1942.

### Padec Sovjetske zveze in kasneje
Po razpadu Sovjetske zveze leta 1991 se je Baku lotil procesa prestrukturiranja v obsegu, kakršnega v njegovi zgodovini še ni bilo. Na tisoče panelnih stavb iz sovjetskega obdobja je bilo porušenih, da bi naredili prostor za zeleni pas na njegovih obalah; parki in vrtovi so bili zgrajeni na zemljišču, pridobljenem z zasipavanjem plaž Bakujskega zaliva. Na področju splošnega čiščenja, vzdrževanja in zbiranja smeti so bile narejene izboljšave, da bi te storitve dosegle zahodnoevropske standarde. Mesto dinamično raste in se hitro razvija na osi vzhod–zahod ob obali Kaspijskega morja. Trajnost je postala ključni dejavnik prihodnjega urbanega razvoja.

## Geografija
Baku leži na zahodni obali Kaspijskega jezera. V bližini mesta je več blatnih vulkanov (Kejraki, Bogk-bogka, Lokbatan in drugi) in slanih jezer (Bojukšor, Kodasan itd.).

### Administrativne enote
Baku je razdeljen na 12 rajonlar (pod-rajoni) (upravnih okrožij) in 5 naselij mestnega tipa.
- Binəqədi rajon
- Qaradağ rajon
- Hətai rajon
- Kazar rajon
- Nərimanov rajon
- Nəsimi rajon
- Nizami rajon
- Pirallahı rajon
- Sabail rajon
- Sabunçu rajon
- Surahanı rajon
- Jasamal rajon

## Demografija
Do leta 1988 je bilo v Bakuju zelo veliko ruskega, armenskega in judovskega prebivalstva, ki je prispevalo h kulturni raznolikosti in na različne načine (glasba, literatura, arhitektura in napreden pogled) prispevalo k zgodovini Bakuja. Z začetkom prve vojne v Gorskem Karabahu in pogroma nad Armenci, ki se je začel januarja 1990, je bilo veliko armenskega prebivalstva mesta izgnano. Po razpadu Sovjetske zveze je azerbajdžanski predsednik Hejdar Alijev judovski skupnosti vrnil več sinagog in judovsko visoko šolo, ki so jo Sovjeti nacionalizirali; spodbujal je obnovo teh stavb. Sedem od prvotnih 11 sinagog, vključno s sinagogo Gilah, zgrajeno leta 1896, in veliko sinagogo Kruei, je bilo prenovljenih.

### Vera
Vera z največjo skupnostjo privržencev je islam. Večina muslimanov je šiitskih muslimanov in Azerbajdžanska republika ima drugi najvišji odstotek šiitskega prebivalstva na svetu, takoj za Iranom. Pomembne mestne mošeje so mošeja Džuma, mošeja Bibi-Hejbat, mošeja Mohameda in mošeja Taza Pir.
Med različnimi etničnimi skupinami v državi obstajajo nekatere druge vere. Azerbajdžan je po 48. členu svoje ustave sekularna država in zagotavlja versko svobodo. Verske manjšine vključujejo ruske pravoslavne kristjane, katoliške Levantince, gruzijske pravoslavne kristjane, albansko-udijske apostolske kristjane, luterane, aškenaške Jude in sufijske muslimane. Baku je sedež Azerbajdžanske katoliške apostolske prefekture.
Zaratustrstvo, čeprav je do danes izumrlo v mestu in preostali državi, je imelo v Azerbajdžanu dolgo zgodovino in zoroastrsko novo leto (Novruz) je še vedno glavni praznik v mestu in preostalem delu Azerbajdžana.

## Gospodarstvo
Baku je gospodarsko središče Azerbajdžana, ki gosti številna velika podjetja in služi kot središče za ključne industrije, kot so nafta in plin, finance, trgovina in tehnologija. Mesto je dom velikih finančnih institucij, multinacionalnih korporacij in različnih podjetij, ki prispevajo h gospodarstvu države. Baku predstavlja približno 65 % celotnega BDP Azerbajdžana. Baku privablja tudi znaten del delovne sile v državi, saj se veliko ljudi seli zaradi zaposlitvenih priložnosti in poslovnih možnosti. Konec prvega četrtletja 2023 je bilo 52 % najetih delavcev v Azerbajdžanu zaposlenih v Bakuju. Poleg vloge gospodarskega središča je Baku dom največjega pristanišča v Kaspijskem jezeru, mednarodnega morskega trgovskega pristanišča Baku, bolj znanega kot pristanišče Baku. Pretovarja široko paleto tovora, vključno z zabojniki, razsutim blagom in tekočim tovorom, z letno zmogljivostjo 15 milijonov ton tovora. Pristanišče ima tudi bistveno vlogo v transkaspijski mednarodni prometni poti, saj omogoča trgovino med Vzhodno Azijo, Srednjo Azijo, Evropo in Kavkazom prek integriranega pomorskega, železniškega in cestnega prometa.
Največja industrija Bakuja je nafta in zaradi izvoza nafte veliko prispeva k azerbajdžanski plačilni bilanci. Obstoj nafte je znan že od 8. stoletja. V 10. stoletju je arabski popotnik Marudee poročal, da se iz Bakuja po naravni poti pridobiva belo in črno olje. Do 15. stoletja so olje za svetilke pridobivali iz ročno izkopanih površinskih vodnjakov. Komercialno izkoriščanje se je začelo leta 1872 in do začetka 20. stoletja so bila naftna polja v Bakuju največja na svetu. Proti koncu 20. stoletja je bila večina kopenske nafte izčrpana in vrtanje se je razširilo v jezero. Do konca 19. stoletja so se kvalificirani delavci in strokovnjaki zgrinjali v Baku. Do leta 1900 je imelo mesto več kot 3000 naftnih vrtin, od katerih jih je 2000 proizvajalo nafto na industrijski ravni. Baku je pred drugo svetovno vojno veljal za enega največjih centrov za proizvodnjo opreme za naftno industrijo. Bitka za Stalingrad iz druge svetovne vojne je potekala, da bi določili, kdo bo nadzoroval naftna polja v Bakuju. Petdeset let pred bitko je Baku proizvedel polovico svetovne zaloge nafte.
Naftno gospodarstvo v Bakuju je v ponovnem vzponu z razvojem ogromnega polja Azeri-Chirag-Guneshli (plitva voda Gunašli s strani SOCAR, globlja območja s konzorcijem, ki ga vodi BP), razvojem plinskega polja Šah Deniz, širitvijo terminala Sangačal in gradnjo plinovoda BTC. Južnokavkaški plinovod (SCP), znan tudi kot plinovod Baku-Tbilisi-Erzurum, prenaša zemeljski plin iz azerbajdžanskega plinskega polja Šah Deniz v Turčijo z nadaljnjimi povezavami z Evropo. Plinovod, ki obsega več kot 690 kilometrov, deluje od leta 2007 in ima osrednjo vlogo v južnem plinskem koridorju, katerega cilj je diverzifikacija evropskih energetskih virov z letno izvozno zmogljivostjo do 25 milijard kubičnih metrov plina.
Bakujska borza je največja borza v Azerbajdžanu in po tržni kapitalizaciji največja v kavkaški regiji. V Bakuju ima sedež relativno veliko transnacionalnih podjetij. Ena vidnejših institucij s sedežem v Bakuju je International Bank of Azerbaijan, ki zaposluje več kot 1000 ljudi. Mednarodne banke s podružnicami v Bakuju vključujejo HSBC, Société Générale in Credit Suisse.

## Kultura
Baku, ki ga pogosto imenujejo Pariz vzhoda, je mesto, kjer sobivata vzhodna in zahodna kulturna tradicija. Jedro mesta je zgodovinsko središče, znano kot Ičeri Šeher ali Notranje mesto, običajno imenovano staro mesto, ki vsebuje različne znamenitosti, ki segajo vsaj v 12. stoletje. Med njimi sta Deviški stolp in Širvanšahova palača. Te stavbe odražajo zgodovino mesta in azijske arhitekturne sloge, ki so vplivali na razvoj Bakuja. Obzorje mesta prikazuje mešanico tradicionalne in sodobne arhitekture s kraji, kot sta Baku Boulevard in Fountains Square, ki predstavljajo harmonično mešanico zgodovinskih in sodobnih oblikovalskih elementov. Za urbano pokrajino Bakuja je značilna raznolika paleta stacvb, ki združujejo čar preteklosti z inovativnostjo sedanjosti. 
Baku ima tudi vrsto muzejev in galerij, kot je Narodni muzej umetnosti Azerbajdžana in Narodni muzej zgodovine Azerbajdžana, ki prikazujeta tradicionalno azerbajdžansko in sodobno umetnost. Mesto ohranja nekatere tradicionalne obrti, kot sta tkanje preprog in lončarstvo, od katerih je večina prikazana v Narodnem muzeju preprog, starejše tehnike pa se še vedno uporabljajo. 
Bakujska gledališka scena vključuje ustanove, kot sta Azerbajdžansko državno akademsko operno in baletno gledališče in Azerbajdžansko državno akademsko nacionalno dramsko gledališče, ki gostita lokalne in mednarodne predstave. Glasba je pomemben del bakujske kulturne krajine, pri čemer je mugam tradicionalna glasbena zvrst, ki jo je Unesco priznal kot del nematerialne kulturne dediščine človeštva, ki je bila razglašena za »mojstrovino ustne in nematerialne dediščine človeštva«.
Mesto ima tudi raznoliko glasbeno sceno, kjer so zastopani žanri, kot so pop, rock in jazz. Poleg tega Baku gosti dogodke, kot sta Baku International Jazz Festival in Baku International Film Festival.
Leta 2007 je bil odprt Kulturni Center Hejdarja Alijeva, ki ga je zasnovala arhitektka Zaha Hadid, nagrajena s Pritzkerjevo nagrado. Baku ima tudi veliko muzejev, kot sta Bakujski muzej moderne umetnosti in Narodni zgodovinski muzej, predvsem z zgodovinskimi artefakti in umetnostjo. Številne mestne kulturne znamenitosti so bile proslavljene leta 2009, ko je bil Baku imenovan za prestolnico islamske kulture. Baku je bil izbran za gostitelja tekmovanja Evrovizija 2010. Postalo je tudi prvo mesto, ki je leta 2015 gostilo prve Evropske igre.

### Arhitektura
Baku ima izjemno raznoliko arhitekturo, ki sega od starega mestnega jedra do sodobnih stavb in prostorne postavitve pristanišča Baku. Številne mestne znamenitosti so bile zgrajene v zgodnjem 20. stoletju, ko so bili arhitekturni elementi evropskih slogov združeni v eklektični slog. Baku ima izviren in edinstven videz, zaradi česar si je prislužil sloves Pariza vzhoda. Baku se je 31. oktobra 2019 ob svetovnem dnevu mest pridružil Unescovi mreži kreativnih mest kot oblikovalsko mesto.

#### Hamami
V Bakuju je več starodavnih hamamov iz 12., 14. in 18. stoletja. Hamami igrajo zelo pomembno vlogo v arhitekturnem videzu Bakuja.
Teze Beg je najbolj priljubljen hamam (tradicionalna islamska kopel) v Bakuju. Zgrajen je bil leta 1886 v središču Bakuja, leta 2003 pa je bil popolnoma obnovljen in moderniziran. Poleg sodobne opreme ima Teze Beg bazen in arhitekturne podrobnosti, ki jih navdihujejo orientalske, ruske in finske kopeli.
Gum hamam je bil odkrit med arheološkimi izkopavanji pod peskom; od tod tudi ime: Gum hamam (peščena kopel). Zgrajen je bil nekje med 12. in 14. stoletjem.
V starih časih se je Bairamali hamam imenoval Bey Hamam. Prvotna stavba je bila zgrajena nekje med 12. in 14. stoletjem in je bila rekonstruirana leta 1881.
Agha Mikajil hamam je v 18. stoletju zgradil Hadži Aga Mikajil na ulici Kičik Gala v starem mestu (Ičeri Šeher). Še vedno deluje v svojem starodavnem okolju. Hamam je odprt za ženske ob ponedeljkih in petkih, za moške pa druge dni v tednu.

#### Moderna arhitektura
Pozna moderna in postmoderna arhitektura se je začela pojavljati v začetku leta 2000. Z gospodarskim razvojem so bile stare stavbe, kot je Atlant House, porušene, da bi naredili prostor za nove. Po mestu so se pojavile stavbe s popolnoma steklenimi lupinami, najbolj vidni primeri so Mednarodni mugamski center, Azerbajdžanski stolp, Kulturni center Hejdarja Alijeva, Ognjeni stolpi, Kristalna dvorana Baku, Belo mesto Baku, stolp SOCAR in nakupovalno središče DENIZ. Ti projekti so pritegnili tudi pozornost mednarodnih medijev, saj so pomembni programi, kot je Discovery Channel Extreme Engineering, delali prispevke, ki so se osredotočali na spremembe v mestu.
Staro mesto Baku, znano tudi kot obzidano mesto Baku, se nanaša na starodavno naselje Baku. Večina obzidij in stolpov, utrjenih po ruski osvojitvi leta 1806, je preživela. Ta del je slikovit s svojim labirintom ozkih uličic in starodavnih stavb: tlakovane ulice mimo palače Širvanšahov, dveh karavansarjev, kopeli in mošeje Džuma (v kateri je bil nekoč Azerbajdžanski nacionalni muzej preprog in umetnosti, zdaj pa je spet mošeja). V starem mestnem jedru je tudi na desetine majhnih mošej, pogosto brez kakršnega koli posebnega znaka, ki bi jih prepoznal kot take.
Leta 2003 je UNESCO mestno jedro uvrstil na seznam ogrožene svetovne dediščine, pri čemer je navedel škodo zaradi potresa novembra 2000, slabo ohranjenost in 'dvomljiva' prizadevanja za obnovo. Leta 2009 je bilo Notranje mesto umaknjeno s seznama ogrožene svetovne dediščine.